# Roman Wiktor Janiczek
Roman Wiktor Janiczek (ur. 9 kwietnia 1949 w Bytomiu, zm. 1 listopada 2008) – polski naukowiec, profesor, specjalista w zakresie elektrotechniki, związany głównie z Politechniką Częstochowską.

## Młodość i edukacja
Urodził się w rodzinie inteligenckiej przesiedlonej ze Lwowa na Śląsk jako syn Romana Karola Janiczka (ur. 1910, zm. 1999) i Olgi z domu Kuźmińczuk, w rodzinie katolickiej. Jego ojciec w 1957 roku rozpoczął pracę na Politechnice Częstochowskiej, co spowodowało w 1959 roku przeniesienie się rodziny na stałe do Częstochowy. W 1966 roku Roman Janiczek ukończył w Częstochowie Liceum Ogólnokształcące im. Romualda Traugutta i jako pierwszy rocznik rozpoczął studia na kierunku Elektrotechnika Przemysłowa na Wydziale Elektrycznym Politechniki Częstochowskiej.

## Edukacja wyższa
Przygotowując się do pracy dydaktycznej w roku 1971 ukończył w Katowicach, zakończony egzaminem, kurs pedagogiczny dla nauczycieli. W tym samym roku rozpoczął pracę dyplomową na temat Opracowanie przetwornika różnicy ciśnień (rura Venturiego) na proporcjonalny a nie krzywoliniowy sygnał stały, której promotorem był doc. dr inż. Konstanty Bielański.
W czasie studiów był członkiem Zrzeszenia Studentów Polskich pracując w Komisji Zagranicznej Rady Uczelnianej ZSP (lata 1968–1970) a w latach 1969–1971 Komisji Nauki tej Rady. Był również przewodniczącym wydziałowym koła Polskiego Czerwonego Krzyża. Studia ukończył w lutym 1972 roku na Wydziale Elektrycznym Politechniki Częstochowskiej, funkcjonującym wtedy pod nazwą Instytut Elektrotechniki na prawach wydziału. Otrzymał stopień magistra inżyniera elektryka, i od połowy kwietnia tego samego roku podjął pracę w charakterze asystenta stażysty w Zespole Metrologii Elektrycznej (kierownik zespołu doc. dr inż. Zygmunt Biernacki) Zakładu Elektrotechniki i Metrologii Elektrycznej (kierownik zakładu doc. dr inż. Karol Lubelski). Od początku roku akademickiego 1972/1973 został asystentem, a w rok później starszym asystentem. Już w 1977 roku na Wydziale Elektrycznym Politechniki Łódzkiej obronił pracę doktorską na temat Badania nad zastosowaniem pola magnetycznego do uzdatniania wody przemysłowej, której promotorem był doc. dr inż. Z. Biernacki. Po obronie Janiczek został powołany na stanowisko adiunkta.

## Kariera akademicka
W 1983 roku wydział powrócił do swej pierwotnej nazwy, a w roku następnym jego jednostki zostały podzielone na dwa instytuty. W Instytucie Elektrotechniki Przemysłowej powstał Zakład Elektrotechniki Teoretycznej i Metrologii, w którym pracował adiunkt dr inż. Roman Janiczek. W roku 1993, po wydzieleniu Katedry Elektrotechniki i Elektrotechnologii z Instytutu Elektrotechniki Przemysłowej powstaje Instytut Elektroniki i Systemów Sterowania z Zakładem Metrologii Elektrycznej. W roku 1994 dr inż. Roman Janiczek na Wydziale Elektrycznym Politechniki Warszawskiej obronił pracę habilitacyjną na temat Pośredni pomiar wielkości fizycznych z zastosowaniem metod entropijnych i w tym samym roku został profesorem nadzwyczajnym macierzystej uczelni.
Janiczek jako specjalność naukową podawał elektrotechnika – metrologia elektryczna. Jego dyscyplinami KBN były: automatyka, robotyka i elektrotechnika. Tematyka jego badań naukowych była stosunkowo szeroka, jednak mieszcząca się w obszarze działalności związanym z metrologią teoretyczna i stosowaną, oraz teorią pomiaru przez nieniszczące metody pomiaru warstw wierzchnich, techniki pomiarów wielkości nieelektrycznych, projektowanie przetworników pomiarowych wielkości nieelektrycznych, wykorzystanie pomiarów magnetycznych do określania wielkości nieelektrycznych, diagnostykę techniczną do dydaktyki metrologii. Brał udział w licznych pracach naukowo-badawczych wykonywanych przez pracowników uczelni na zlecenie przemysłu i instytutów badawczych.
Przyjął na siebie obowiązki związane z współudziałem w administracji i zarządzaniu macierzystym wydziałem i uczelnią. W kadencjach 1993–1996 i 1999–2002 został prodziekanem do spraw nauki Wydziału Elektrycznego Politechniki Częstochowskiej, a w kadencji 1996-1999 prorektorem do spraw nauczania Politechniki Częstochowskiej. W latach 1996–2003 był kierownikiem nowo powstałego Zakładu Technik Pomiarowych i Podstaw Elektroniki w Instytucie Elektroniki i Systemów Sterowania, w latach 2003–2004 kierownikiem Zakładu Podstaw Elektroniki tego Instytutu. Wraz z uruchomieniem na Wydziale Elektrycznym Politechniki Częstochowskiej kierunku studiów Elektronika i Telekomunikacja, w ramach nowo powstałego Instytut Metrologii, Kompatybilności Elektromagnetycznej i Podstaw Telekomunikacji w latach 2004–2008 kierował Zakładem Metrologii i Aparatury Pomiarowej. Na kadencję 2008–2012 został mianowany kierownikiem Zakładu Podstaw Metrologii Instytutu Elektroniki i Systemów Sterowania.
W latach 1994–2006 pracował również równolegle na stanowisku profesora nadzwyczajnego w Instytucie Automatyki i Informatyki, Wydziału Elektrotechniki, Automatyki i Informatyki Politechniki Opolskiej.
Prowadził na Politechnice Częstochowskiej i Politechnice Opolskiej zajęcia (wykłady, ćwiczenia tablicowe i laboratoryjne, seminaria) z przedmiotów związanych z miernictwem (elektrycznym, przemysłowym, elektroenergetycznym, telekomunikacyjnym), teorią pomiaru, podstawami metrologii i metrologią (elektryczną i elektroniczną), projektowaniem systemów automatyki i pomiarów, problemów metrologii w ochronie środowiska na kierunkach studiów: Elektrotechnika, Elektronika i Telekomunikacja, Automatyka i Robotyka, Informatyka, Zarządzanie i Inżynieria Produkcji, Mechanika i Budowa Maszyn oraz Metalurgia. Współuczestniczył na Wydziale Elektrycznym Politechniki Częstochowskiej w organizacji laboratoriów miernictwa elektrycznego wielkości nieelektrycznych, miernictwa elektroenergetycznego, elektrycznego miernictwa przemysłowego i przetworników pomiarowych. Był promotorem ponad 60 prac dyplomowych z zakresu miernictwa.
W roku 1995 prowadził zajęcia jako visiting professor na Wydziale Elektrotechniki i Informatyki Uniwersytetu Technicznego w Koszycach na Słowacji.

## Publikacje
Jest autorem i współautorem ponad 80 publikacji, w tym 6 skryptów i 3 monografii z metrologii: 
- Pośrednie pomiary wielkości fizycznych z zastosowaniem metod entropijnych, Wydawnictwo Politechniki Częstochowskiej Seria Monografie nr 27, Częstochowa 1992[5]
- Pośrednie pomiary wielkości fizycznych, Ossolineum, Wrocław 1993
- Pomiary grubości warstw wierzchnich, Wydawnictwo Politechniki Częstochowskiej Seria Monografie nr 129, Częstochowa 2007
- wspólnie z Jerzym Rudenko monografii Limiteracja w równaniach algebraicznych – Algorytmiczna procedura o teoretycznych i technicznych zastosowaniach, Wydawnictwo Politechniki Częstochowskiej Seria Monografie nr 81, Częstochowa 2002.

Jest również autorem lub współautorem 5 patentów.
W dniu 1 października 1996 roku na uroczystej Inauguracji Roku Akademickiego 1996/1997 w Politechnice Częstochowskiej wygłosił wykład inauguracyjny pt. Z dziejów metrologii.
Był promotorem trzech przewodów doktorskich pracowników Wydziału Elektrycznego Politechniki Częstochowskiej obronionych w macierzystej jednostce: w roku 2005: Pawła Czai (Badanie skuteczności aktywowania powierzchni tworzyw sztucznych dla procesu poligraficznego) i Artura Wojciechowskiego (Pomiar drgań z wykorzystaniem speckli laserowych), w roku 2007 Pawła Ptaka (Pomiary grubości cienkich warstw na podłożu o innych właściwościach materiału niż warstwa wierzchnia).
Był wieloletnim członkiem Senatu Politechniki Częstochowskiej i uczestniczył w pracach licznych komisji senackich i rektorskich (ds. Kadr, Nauki, Kształcenia, Wydawniczej). W latach 2002–2005 był przewodniczącym Senackiej Komisji ds. Nauki. Od 1970 roku był członkiem Stowarzyszenia Elektrotechników Polskich, Polskiego Towarzystwa Elektrotechniki Teoretycznej i Stosowanej (od 1979 roku) i Polskiego Towarzystwa Techniki Sensorowej (od 1992 roku). Pracował w Komisji Metrologii Oddziału PAN w Katowicach (od 1987 roku, od 2003 roku zastępca przewodniczącego) oraz sekcji Kształcenia Komitetu Metrologii i Aparatury Naukowej Polskiej Akademii Nauk (od 1994 roku).
W październiku 2006 roku był organizatorem w Częstochowie VIII Sympozjum Pomiarów Magnetycznych.
Uczestniczył w pracach Stowarzyszenia Elektryków Polskich. W kadencji 1981–1983 był członkiem Zarządu Oddziału SEP w Częstochowie i przewodniczącym Komisji BHP, a w latach 1984–1986 Członkiem Sądu Koleżeńskiego Oddziału SEP Częstochowa. Od 1990 roku był Rzeczoznawcą SEP (Dział 02 – Cybernetyka techniczna i technika pomiarowa). Był Odznaczony Srebrną (1981 rok) i Złotą (1994 rok) Odznakami Honorowymi SEP oraz Medalem im. profesora Mieczysława Pożaryskiego (1996 rok). Był też członkiem Rady Programowej Śląskich Wiadomości Elektrycznych.
Był stałym uczestnikiem organizowanych przez ośrodek warszawski: Ogólnopolskiej Konferencji Naukowo-Technicznej Postępy w Elektrotechnice Stosowanej i Ogólnopolskiej Konferencji Naukowej Modelowanie i Symulacja odbywających się zawsze w górach. Uczestniczył również w Środkowoeuropejskich Konferencjach Naukowo-Technicznych Metody i Systemy Komputerowe w Elektrotechnice i Automatyce (MSKAE) organizowanej cyklicznie przez ośrodek częstochowski.

## Nagrody
Jego praca na różnych polach była zauważana i wyróżniana. Indywidualne Nagrody Rektora za działalność organizacyjną otrzymał w 1997 i 1998 roku. W roku 1978 otrzymał Nagrodę Ministra Nauki, Szkolnictwa Wyższego i Techniki a w 1987 Nagrodę Ministra Nauki i Szkolnictwa Wyższego. W roku 1995 otrzymał Medal Komisji Edukacji Narodowej, w 1994 roku Brązowy a w 1998 roku Złoty Krzyż Zasługi.
Od 1996 roku był członkiem Rotary Club Częstochowa. W roku 2004, jako pierwszy pracownik Wydziału Elektrycznego Politechniki Częstochowskiej, poparł ideę powołania pierwszej w kraju Personalnej Parafii Akademickiej pod wezwaniem św. Ireneusza Biskupa Męczennika w Częstochowie.

## Życie prywatne
W roku 1975 zawarł związek małżeński z Magdaleną (z domu Dziwińska), lekarzem specjalistą chorób dziecięcych z którą w 1976 roku miał jedynego syna Romana Adama, obecnie lekarza specjalistę z dziedziny psychiatrii.
Roman Wiktor Janiczek, po niezawinionym wypadku drogowym, zmarł w dniu 1 listopada 2008 roku w klinice w Bytomiu. Został pochowany w dniu 8 listopada 2008 roku na Cmentarzu Kule w Częstochowie.